# Sierra de la Carba

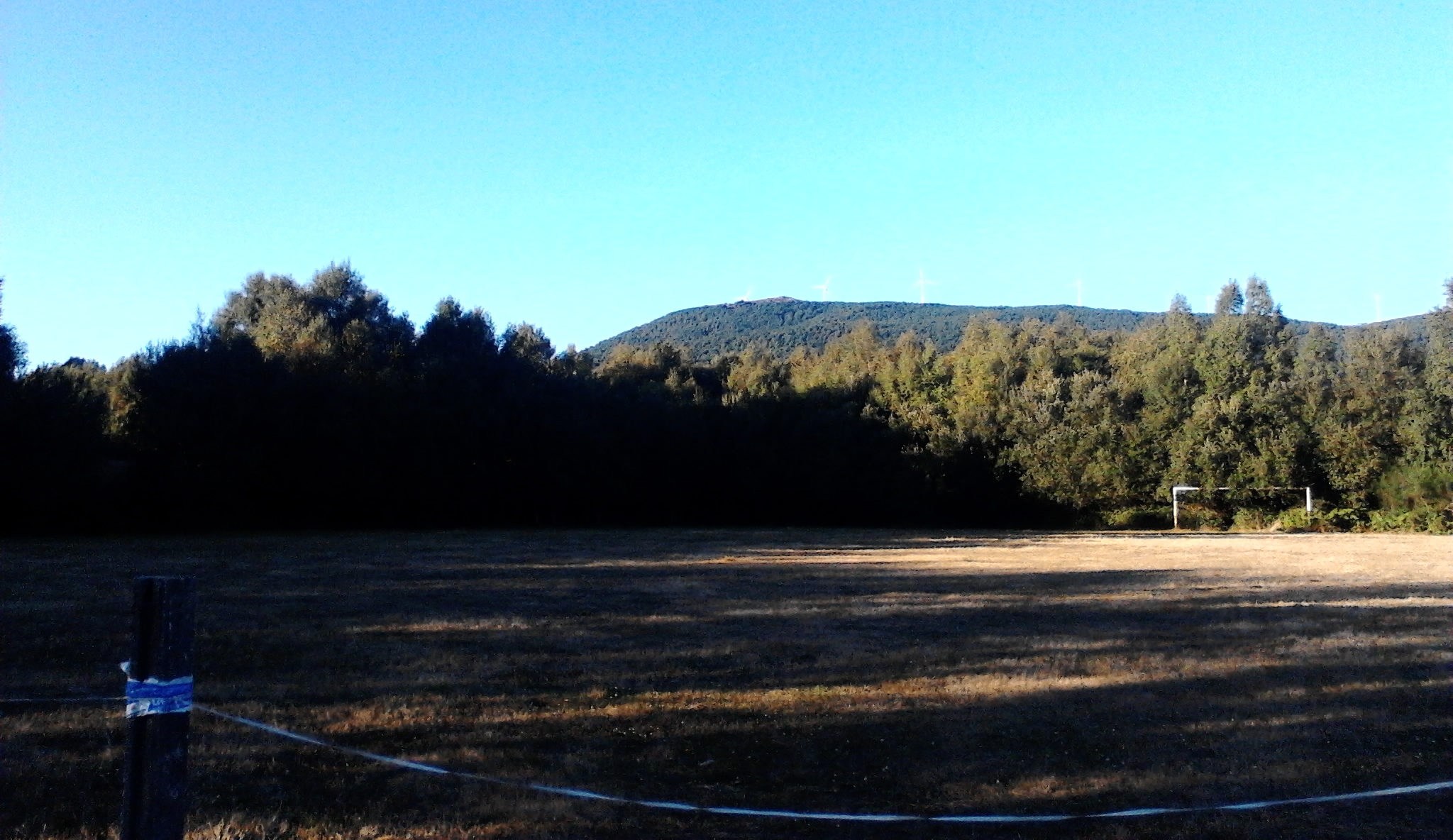
Vista del monte Monseivane (al fondo) desde Samarugo.

La Sierra de la Carba es una sierra gallega considerada parte de las sierras septentrionales de Galicia y localizada en el norte de la comarca de la Terra Llana, en el sudoeste del Gistral, sobre la orilla izquierda en alto del curso de río Eume.
Está formada sobre todo por cuarcitas del período cámbrico, con una zona de conglomerados de cantos de cuarcita y de turmalina, y unos afloramentos importantes de gneis y metabasitas.
El punto de mayor altitud es el monte Monseivane, con 929 metros sobre el nivel del mar.